# Ray Brown
Pour les articles homonymes, voir Brown.
Ray Brown, né Raymond Matthews Brown le 13 octobre 1926 à Pittsburgh, Pennsylvanie, États-Unis, mort le 2 juillet 2002 à Indianapolis, Indiana, est un contrebassiste de jazz américain.

## Biographie
Ray Brown étudie d'abord le piano, mais déteste s'exercer et décide, à l'école, de passer à la contrebasse, persuadé que cet instrument, avec ses 4 cordes, sera plus facile à manier que les 88 touches. 
À vrai dire, il avait envie de jouer du trombone, mais il fallait acheter un instrument, que son père ne pouvait pas lui payer ; il a donc choisi la contrebasse que le conservatoire pouvait lui prêter… 
Il apprend d'oreille et se met même à travailler son instrument. Il est très doué et se produira rapidement à Pittsburgh. Une fois son diplôme d'université en poche, il part en tournée avec divers orchestres.
À 20 ans, il part pour New York et se confronte aux musiciens locaux. Il est rapidement engagé par Dizzy Gillespie qui lui réserve une place dans son groupe qui comporte également Charlie Parker au saxophone, Bud Powell au piano, Max Roach
à la batterie.
En 1948, il fonde son propre trio et épouse Ella Fitzgerald (1947) avec qui il adopte un enfant, Ray Brown Jr né le jour de son vingt-troisième anniversaire (fils de la demi-sœur d'Ella Fitzgerald) , le 13 octobre 1949. Il rencontre Norman Granz et fait partie des tournées Jazz at the Philharmonic. Il divorce d'Ella Fitzgerald
en 1953. Entre 1951 et 1966, il est membre du trio d'Oscar Peterson.
Lorsqu'il quitte Oscar Peterson, il s'installe à Los Angeles, pour jouer, composer pour le cinéma et profiter du climat agréable de la Californie. Il y mène également une carrière de manager pour des gens comme Quincy Jones ou le Modern Jazz Quartet. Pendant un certain temps, il est même le directeur du Monterey Jazz Festival.
La longueur de sa carrière interdit de le classer dans un genre particulier du jazz. Il a vécu les époques, «mainstream», «big band», «bebop», «hard bop». Oscar Peterson et lui ont enregistré ensemble 240 albums.

## Discographie

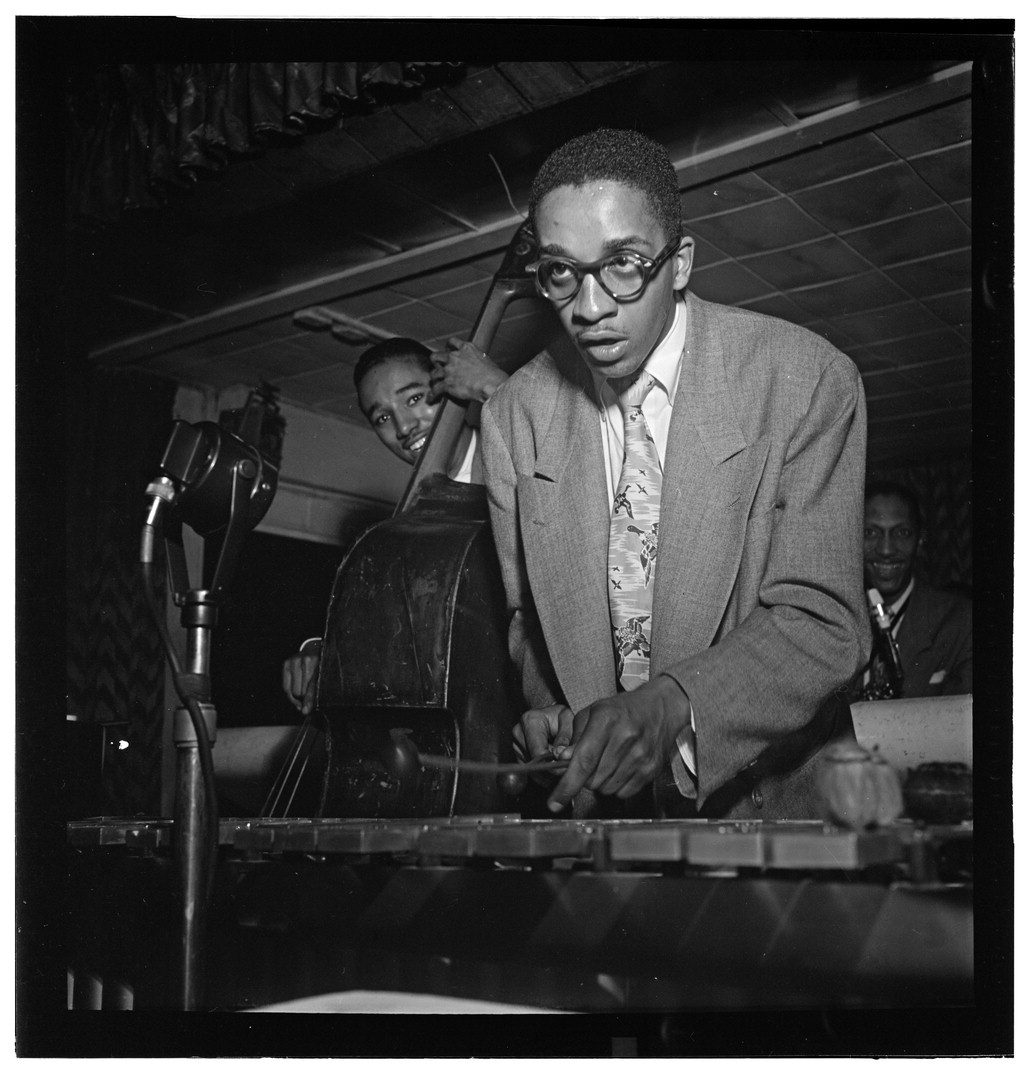
Ray Brown à la contrebasse avec Milt Jackson

### En tant que leader
- New Sounds in Modern Music (1946), Savoy Records
- Bass Hit! (1956), Norgran Records
- This Is Ray Brown (1958), Polygram
- Jazz Cello (1960), Verve Records
- Ray Brown with the All Star Band (1962), Verve Records
- Featuring Cannonball Adderley (1962), Verve Records
- Much in Common with Milt Jackson (1962), Polygram
- Ray Brown with Milt Jackson (1965), Verve Records
- The Giants (Oscar Peterson, Ray Brown, Joe Pass) (1974), Original Jazz Classics
- Hot Tracks (Herb Ellis and the Ray Brown Sextet) (1975), Concord Jazz
- Brown's Bag (1975), Concord Jazz
- Overseas Special (1975), Concord Jazz
- The Big 3 (1975), Pablo Records
- As Good as It Gets (1977), Concord Jazz
- Something for Lester (1977), (Japanese)
- Tasty! (1979), Concord Jazz
- Live at the Concord Jazz Festival (1979), Concord Jazz
- Echoes from West (1981), Atlas
- Ray Brown, vol 3 (1982), Japanese
- Milt Jackson - Ray Brown Jam (1982), Pablo Records
- Soular Energy (1984), Groove Note/Concord Jazz
- One O'Clock Jump (1984), Verve Records
- Bye Bye Blackbird (1985), Paddle Wheel
- Don't Forget the Blues (1985), Concord Jazz
- The Red Hot Ray Brown Trio Reissued as part of Live from New York to Tokyo (2003), Telarc (1985), Concord Jazz
- Two Bass Hits (1988), Capri
- Bam Bam Bam (1988), Concord Jazz
- Georgia on My Mind (1989), LOB
- Moore Makes 4 (1990), Concord Jazz
- Summer Wind: Live at the Loa (1990), Concord Jazz
- 3 Dimensional: The Ray Brown Trio (1991), Concord Jazz
- Bassface (1993), Telarc
- Black Orpheus (1994), Evidence
- Don't Get Sassy (1994), Telarc
- Some of My Best Friends Are...The Piano Players (1994), Telarc
- Seven Steps to Heaven (1995), Telarc
- Some of My Best Friends Are...The Sax Players (1996), Telarc
- Live at Scullers (1996), Telarc
- SuperBass (1997), Telarc
- Some of My Best Friends Are...Singers (1998), Telarc
- Summertime (Ray Brown Trio, Ulf Wakenius) (1998), Telarc
- Moonlight in Vermont (1998), Prevue
- Christmas Songs with The Ray Brown Trio (1999), Telarc
- Some of My Best Friends Are... The Trumpet Players (2000), Telarc
- Blues for Jazzo (2000), Prevue
- Live at Starbucks (2001), Telarc
- SuperBass 2 (2001), Telarc
- In the Pocket (Herb Ellis/Ray Brown Sextet) (2002), Concord Jazz
- Some of My Best Friends Are ... Guitarists (2002), Telarc
- Walk On (2003), Telarc
- Live from New York to Tokyo (2003), Concord Jazz
- Bassics: The Best of the Ray Brown Trio 1997-2000 (2006), Concord Jazz

### En tant que coleader
- This One's for Blanton! (Duke Ellington, Ray Brown) (1972), Original Jazz
- Quadrant (1977) with Milt Jackson, Mickey Roker, Joe Pass, Original Jazz Classics
- Rockin' In Rhythm (1977) with Hank Jones, Jimmie Smith, Concord Jazz
- As Good as It Gets Reissued as part of The Duo Sessions (2003), Telarc (2000), Concord Jazz
- Tasty (1978) with Jimmy Rowles, Concord Jazz
- Breakin' Out (1987) with George Shearing, Marvin Smith, Concord Jazz
- Listen Here! (1989) with Gene Harris Quartet, Concord Jazz
- After Hours (1989)
- Uptown (1990)
- Old Friends (1992)
- Kiri Sidetracks: The Jazz Album (1992)
- The More I See You (1995) with Oscar Peterson, Clark Terry, Benny Carter, Telarc
- Introducing Kristin Korb with the Ray Brown Trio (1996), Telarc
- Triple Play (1998), Telarc
- The Duo Sessions (2000) with Jimmy Rowles, Concord Jazz
- Triple Scoop (2002), Concord Jazz
- Ray Brown, Monty Alexander, & Russell Malone (2002), Telarc
- Straight Ahead'' (2003) with Monty Alexander, Herb Ellis, Concord Jazz

### En tant que sideman
- Lady Day (1952) with Billie Holiday, ???
- Cosmopolite (1952) with Benny Carter, Oscar Peterson, ???
- King of Tenors (1953) with Ben Webster, ???
- Bounce Blues (1953) with Ben Webster, ???
- Diz and Getz (1953) (with Dizzy Gillespie, Stan Getz, Verve)
- Music For Loving: Ben Webster with Strings (1954) with Ben Webster, ???
- Ella and Louis (1956) (with Ella Fitzgerald and Louis Armstrong, Verve)
- Soulville (1957) avec Ben Webster, Verve
- The Poll Winners (1957) with Barney Kessel, Shelly Manne, Contemporary
- Way Out West (1957) with Sonny Rollins and Shelly Manne, Ojc (en)
- Coleman Hawkins Encounters Ben Webster (1957) (Verve)
- Blossom Dearie (1957) (Verve) with Blossom Dearie
- Give Him the Ooh-La-La (1957) (Verve) with Blossom Dearie
- Once Upon a Summertime (1958) (Verve) with Blossom Dearie
- Blossom Dearie Sings Comden and Green (1959) (Verve) with Blossom Dearie
- My Gentleman Friend (1959) (Verve) with Blossom Dearie
- Ben Webster Meets Oscar Peterson (1959, Verve)
- Very Tall (1962) (with the Oscar Peterson Trio and Milt Jackson, Verve)
- Night Train (1962) (with the Oscar Peterson Trio, Verve)
- These Are the Blues (1963) (with Ella Fitzgerald, Verve)
- We Get Request (1964) (with Oscar Peterson Trio, Verve)
- Soul on Top (1970) with Louie Bellson Orchestra
- Duke's Big Four (1973) with Duke Ellington, Pablo
- The Bosses (1974) avec Big Joe Turner et Count Basie (Pablo Records)
- Montreux '77 (en) (1977) with Oscar Peterson, Original Jazz Classics
- Soaring (1977) with Barney Kessel, Jake Hanna, ???
- Jackson, Johnson, Brown & Company (1983), Original Jazz Classics
- King of America (1986) with Elvis Costello, Columbia
- The Legendary Oscar Peterson Trio Live at the Blue Note (1990), Telarc
- Last Call at the Blue Note (1990) with Oscar Peterson, Telarc
- Saturday Night at the Blue Note (1990) with Oscar Peterson, Telarc
- Encore at the Blue Note (1990) with Oscar Peterson, Telarc
- Jazz Showcase (1994), Telarc
- Santa's Bag: An All-Star Jazz Christmas (1994), Telarc
- Frank Morgan: Love, Lost & Found (1995), Telarc
- Oscar and Benny (1998) with Oscar Peterson, Benny Green, Telarc
- Jazz: Live from New York (2001), Telarc
- Mon Royaume Pour Un Cheval (1978 musical score, Maurice Jarre) [no release]